# Fritz-Reuter-Straße 16 (München)

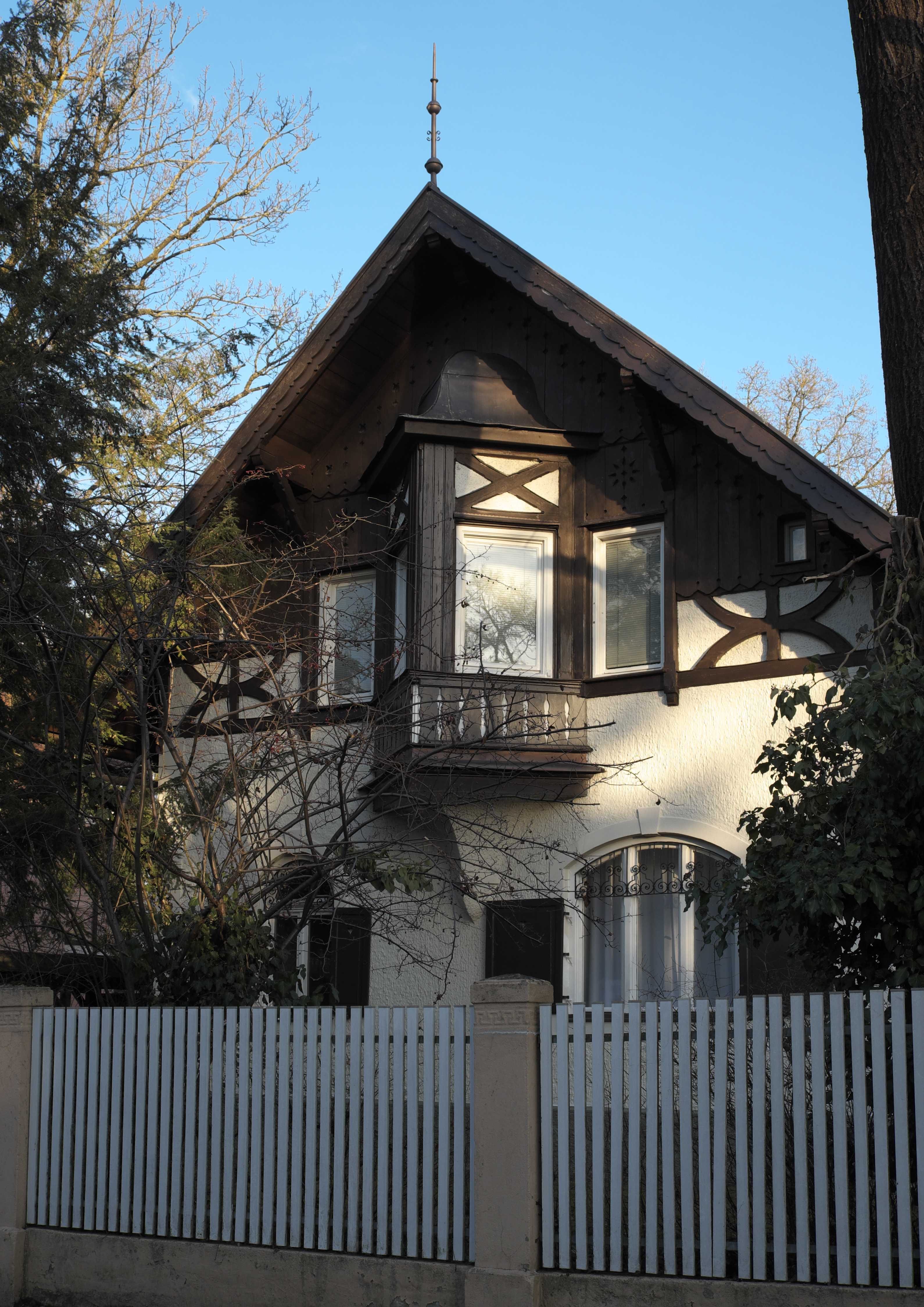
Villa Fritz-Reuter-Straße 16 im Stadtteil Pasing von München

Das Gebäude Fritz-Reuter-Straße 16 im Stadtteil Pasing der bayerischen Landeshauptstadt München wurde 1893 errichtet. Die kleine Villa in der Fritz-Reuter-Straße, die zur Frühbebauung der Villenkolonie Pasing I gehört, ist ein geschütztes Baudenkmal.
Der eingeschossige Satteldachbau mit Dreieckserker, Kniestock und Zierfachwerk wurde nach Plänen des Architekturbüros August Exter im historisierenden Stil errichtet. 
Im Grundriss legen sich die Räume dreiseitig um die Treppendiele.